# Az ifjú pápa
Az ifjú pápa egy televíziós sorozat, amelyet az Oscar-díjas Paolo Sorrentino alkotott. A főszerepekben Jude Law és Diane Keaton látható. Az első évad tíz epizódból áll, melynek mindegyikét a műsor alkotója, Paolo Sorrentino rendezte. A sorozat premierje 2016. október 21-én volt a Sky Atlantic csatornán Olaszországban és Németországban, majd október 24-én Franciaországban a Canal+-on, október 27-én az Egyesült Királyságban. Október 28-án Svédországban a C More csatornán, szintén ezen a napon mutatták be Magyarországon és Lengyelországban az HBO-n. A műsor amerikai premierje 2017. január 15-én volt szintén az HBO-n.

## Szereplők
- Jude Law – a kitalált XIII. Piusz pápa (született Lenny Belardo), az újonnan megválasztott pápa, aki küzd az új pozíciója kihívásaival
- Diane Keaton – Mary nővér, apáca, aki felnevelte az árva Belardót, és segít neki megszerezni a pápai hivatalt
- James Cromwell – Michael Spencer bíboros, New York korábbi érseke és Lenny mentora
- Silvio Orlando – Angelo Voiello bíboros, a Vatikán bíboros államtitkára
- Sebastian Roché – Michel Marivaux bíboros
- Scott Shepherd – Dussolier bíboros
- Cécile de France – Sofia, a Vatikán marketingese
- Javier Cámara – Gutierrez bíboros, a Vatikán ceremóniamestere
- Ludivine Sagnier – Esther, Peter a svájci gárdista felesége
- Toni Bertorelli – Caltanissetta bíboros
- Daniel Vivian – Domen, a pápa komornyikja
- Olivia Macklin – Madre, a pápa édesanyja

## Epizódok
| Cím        | Rendező          | Író                                   | Premier            |
| ---------- | ---------------- | ------------------------------------- | ------------------ |
| Episode 1  | Paolo Sorrentino | Paolo Sorrentino                      | 2016. október 21.  |
| Episode 2  | Paolo Sorrentino | Paolo Sorrentino                      | 2016. október 21.  |
| Episode 3  | Paolo Sorrentino | Paolo Sorrentino & Stefano Rulli      | 2016. október 28.  |
| Episode 4  | Paolo Sorrentino | Paolo Sorrentino & Stefano Rulli      | 2016. október 28.  |
| Episode 5  | Paolo Sorrentino | Paolo Sorrentino                      | 2016. november 4.  |
| Episode 6  | Paolo Sorrentino | Paolo Sorrentino                      | 2016. november 4.  |
| Episode 7  | Paolo Sorrentino | Paolo Sorrentino & Tony Grisoni       | 2016. november 11. |
| Episode 8  | Paolo Sorrentino | Paolo Sorrentino & Tony Grisoni       | 2016. november 11. |
| Episode 9  | Paolo Sorrentino | Umberto Contarello & Paolo Sorrentino | 2016. november 18. |
| Episode 10 | Paolo Sorrentino | Umberto Contarello & Paolo Sorrentino | 2016. november 18. |